# Fons van der Stee
Alphonsus Petrus Johannes Mathildus Maria van der Stee, detto Fons (Drimmelen, 30 luglio 1928 – L'Aia, 9 settembre 1999), è stato un politico olandese.

## Biografia

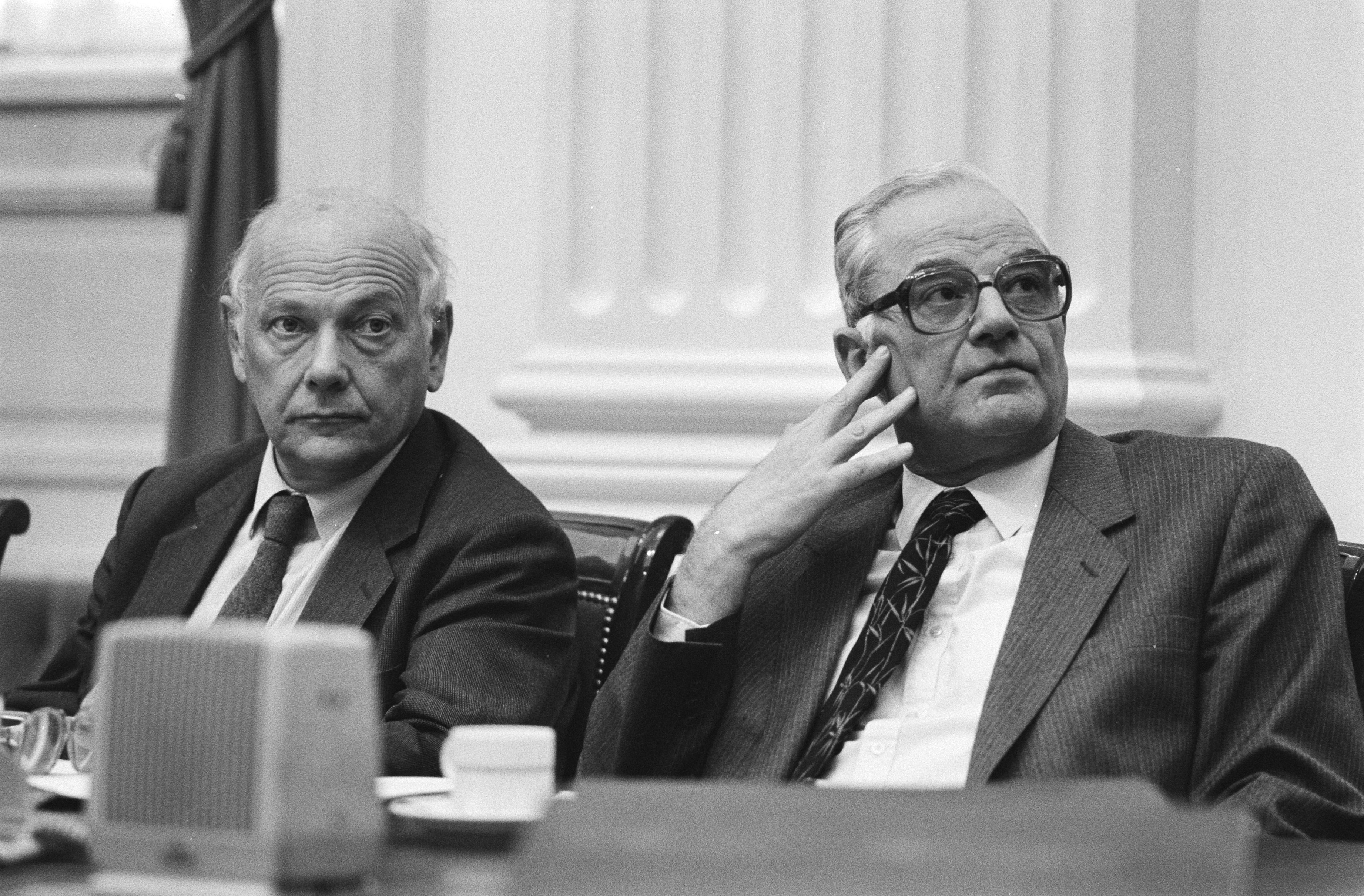
Joop den Uyl e van der Stee (1982)

Van der Stee era un esperto fiscale. Il 29 febbraio 1956, si laureò in giurisprudenza all'Università Radboud di Nimega. È entrato in politica nazionale come presidente del Partito Popolare Cattolico alla fine degli anni 1960. Successivamente è diventato segretario di stato per gli affari fiscali nel primo e secondo governo di Barend Biesheuvel. Come ministro dell'agricoltura, ha ricevuto molte critiche nel gabinetto di Joop den Uyl dagli agricoltori i cui redditi erano stati ridotti. Wim Kan lo soprannominò RampenFons. Dal 1968 al 1971, Van der Stee fu presidente del partito KVP.
Dopo le dimissioni di Frans Andriessen, Van der Stee divenne ministro delle finanze di Dries van Agt nel marzo 1980, incarico che in seguito ricoprì nel secondo e terzo governo Van Agt. A quel tempo, il deficit di bilancio era aumentato drammaticamente, quindi furono necessari nuovi tagli. Ciò ha causato una grande tensione, soprattutto nel gabinetto Van Agt II.
È sepolto nel cimitero cattolico romano Sint-Petrus di Kerkhoflaan a L'Aia.